# Der Fluch der Hexe – Queen of Spades
Der Fluch der Hexe – Queen of Spades (Originaltitel Пиковая дама: Чёрный обряд/Pikowaja dama: Tschorny obrjad) ist ein russischer Horrorfilm von Swjatoslaw Podgajewski, der auch das Drehbuch schrieb, aus dem Jahr 2015.

## Handlung
Eine Gruppe von Teenagern bestehend aus Katya, Matvey, Sergey und Anya trifft sich eines Nachts im Zuhause von Katya. Diese berichtet allen von der Existenz einer Pik-Dame, eines bösen Geists, der auf der anderen Seite des Spiegels lebt. Sie kann mit Hilfe eines besonderen Ritus gerufen werden, der vor einem Spiegel stattfinden muss. Die Jungs beginnen schließlich, die Zeremonie durchzuführen. Während der Zeremonie öffnet sich aus unerklärlichen Gründen eine Schranktür.
Wenige Tage später kommt Matvey panisch zu Anya und erzählt ihr, dass er nachts Geräusche und Rascheln in seiner Wohnung gehört und die Pik-Dame im Spiegel gesehen hat. Am nächsten Morgen wachte er zudem mit kahlen Stellen am Kopf auf. Anya zweifelt anfänglich an Matveys Worten und glaubt, er wolle sie aufziehen. Plötzlich wird Matvey allerdings gepackt und augenscheinlich gewürgt. Bevor der Krankenwagen kommt, ist der Junge schon erstickt.
Durch den Tod ihres Freundes verfällt Anya in eine depressive Stimmung. In einem Gespräch mit ihrer Mutter erzählt sie ihr, dass sie die Pik-Dame gesehen hat. Zeichnungen eines weiblichen Monsters in schwarzer Erscheinung erschienen in ihrem Schulheft, obwohl Anya sie nicht gezeichnet hat. Anyas Mutter Marina kontaktiert daraufhin Anton, ihren Ex-Mann, von dem sie sich vor sechs Jahren scheiden ließ. Anton versucht mit seiner Tochter zu reden, aber diese weist ihn zurück.
Anton will nach dem erfolglosen Gespräch mit seiner Tochter wieder nach Hause fahren. Allerdings springt das Auto nicht an. Er versucht, das Auto zu starten, und schneidet sich versehentlich in die Hand. Katya, die Zeugin dieses Vorfalls wurde, bietet ihm an, die Verletzung in ihrer Wohnung zu verbinden. Dabei klärt sie ihn auf, wer sie ist und woher sie Anton kennt. Anton bittet Katya nun ihm zu zeigen, wo sie die Zeremonie durchgeführt haben. Bald gesellt sich Sergey zu ihnen und behauptet, dass er die Pik-Dame auf Video gefilmt hätte. Anton zeigt sich den beiden gegenüber skeptisch.
Nachts wird Anton von einem Alptraum geplagt, in dem sich seine Tochter Anya erst unter dem Bett versteckt, wo er das Heft mit den Zeichnungen findet. Wenig später hört er ihre Stimme aus der Küche. Dort findet er sie in Gegenwart eines Wesens, das ihr die Haare schneidet. Die echte Anya taucht plötzlich aus ihrem Zimmer auf und beruhigt ihren Vater, dass sie es nicht sei. In diesem Moment greift der Geist Anton an und er wacht auf. Er sieht die Pik-Dame an der Tür, schaltet das Licht ein und sieht stattdessen Anya. Anton reduziert das Geschehene auf einen bösen Traum.
Matveys Eltern laden alle zur Beerdigung ihres Sohnes ein. Anton geht dort auf die Toilette, von wo er nicht herauskommt. In einem der Spiegel sieht er wieder die Pik-Dame. Plötzlich kommt ein Mitarbeiter des Bestatters auf ihn zu und sagt ihm, dass die Autopsie von Matveys Leiche etwas sehr Ungewöhnliches ergeben habe. Die Fotos aus dem Bericht zeigen, dass eine Art Dunst aus dem Körper des Jungen kommt. Anton trifft sich mit Sergey und schickt ihm ein Video. Als dieser sich das zu Hause in Zeitlupe ansieht, bemerkt er die auf Video festgehaltene Reflexion der Pik-Dame.
Anton lädt die Teenager in Anyas Küche ein und bietet an, beim Aufdecken des Sachverhalts zu helfen. Mithilfe eines Walkie-Talkies und einer Art geheimer Skype-Verbindung kann eine Verbindung zur Dame hergestellt werden. Es ist dadurch möglich, der Dame präzise Fragen zu stellen, die sie mit „ja“ oder „nein“ beantworten kann. Bei positiven Antworten beginnt das Radio zu rauschen. Als Ergebnis der Befragung stellt sich heraus, dass die Dame Anya braucht. Anya hat Angst und wird hysterisch. Anton beschuldigt die Jungs, dass sie seine Tochter absichtlich erschreckt haben, um sie zu verspotten. Er geht und verbietet seiner Tochter den Kontakt mit Katya und Sergey. Letzterer erreicht derweil sein Zuhause und beschließt zu duschen. Unter der Dusche bemerkt er, wie sich plötzlich Haarbüschel aus seinem Hinterkopf schneiden. Er verlässt das Badezimmer und wird kurz darauf von einer unbekannten Macht befallen, die seinen Körper packt und gegen die Wände schlägt. Diese Macht erweist sich als die Dame aus dem Spiegel. Sie bricht ihrem Opfer die Hände, sodass es keine Hilfe rufen kann. Er verstirbt an seinen Verletzungen.
Als Anton vom Tod Sergeys erfährt, beschließt er, seine Familie in seine Wohnung zu holen, um sie aus dem Gefahrenbereich herauszuholen. Er bietet auch Katya an, mit ihnen zu kommen. Diese lehnt das Angebot allerdings ab. Wenig später wird sie von der Dame angegriffen, kann aber fliehen. Anton findet heraus, dass Sergey in Kontakt mit einem Arzt stand, der jemanden kennt, der sich für Okkultismus interessiert und dessen Tochter das gleiche Schicksal wie Anya hatte.
Nach Rücksprache mit dem Experten beschließen sie, die Zeremonie in umgekehrter Reihenfolge erneut durchzuführen. Dabei geht etwas schief und die Dame tritt in Kontakt mit Anya. Besessen von dem Geist, attackiert Anya Katya und ihre eigene Mutter. Daraufhin entscheiden sie, dass das Mädchen von einem Krankenwagen abgeholt und zur Kontrolle in ein Krankenhaus gebracht werden sollte. Der Experte für Exorzismus teilt Anyas Eltern die traurige Botschaft mit, dass er den Geist nur austreiben könne, wenn ihr Körper dem Zustand eines klinischen Todes nahekommen würde. Als neues Gefäß für den Geist stünde eine Ratte parat. Als Anton bemerkt, dass die Dame den Körper ihrer Tochter nicht verlässt, eilt er zu ihr, um sie zu stärken. Dies nutzt der Geist und nimmt die Gestalt Antons an. Nun spritzt sich der Exorzist ein Gift und nimmt den Geist in sich auf. Sein Tod lässt auch die Dame verschwinden.
Ein paar Wochen später feiert Anya ihren Geburtstag, als es plötzlich an der Tür klingelt. Als die Tür geöffnet wird, steht dort eine Frau, die Werbung verteilt und einen auffälligen Ring trägt. Anton rät ihr, sie solle ihn wegwerfen und schließt die Tür. Dann schaut er in den Spiegel...

## Veröffentlichung
Der Film feierte im September 2015 seine Premiere in Russland. In den USA erschien der Film am 10. Juni 2016 unter dem Titel Queen of Spades: The Dark Rite. In Deutschland erschien der Film am 2. Februar 2017 im Videoverleih.

## Rezeption
„Mit viel Stilwillen inszenierter russischer Horrorfilm, der sich entfernt an alten Legenden orientiert, vor allem aber US-amerikanischen Vorbildern folgt. Der ungewöhnliche Schauplatz ist der größte Reiz des Films, der inhaltlich eher überraschungsarm ausfällt.“

„Nicht originell, aber zumindest solide.“

Cinema unterstellt Regisseur, dass „munter bei etlichen anderen Horrorfilmen geklaut“ wurde.
Auf Rotten Tomatoes hat der Film bei zwei positiven von fünf Reviews eine Wertung von 40 %. Im Audience Score, der Zuschauerwertung der Internetseite, schneidet der Film bei einer Wertung von 18 % bei weniger als 50 Bewertungen bedeutend schlechter ab. In der Internet Movie Database hat der Film bei über 1.500 Stimmenabgaben eine Wertung von 5,3 von 10,0 möglichen Sternen.